# Mesoleptus declivus
Mesoleptus declivus là một loài tò vò trong họ Ichneumonidae.